# Johann Morhard
Johann Morhard (auch: Morhart) (* 3. September 1554 in Tübingen; † 10. März 1631 in Hall) war ein Stadtarzt aus Schwäbisch Hall. In seiner Haus-Chronik, die heute in editierter Form vorliegt, gibt er einen Einblick in das gesellschaftliche, familiäre und religiöse Leben der Frühen Neuzeit.

## Jugend und Studium
Morhard stammte aus einer Tübinger Buchdruckerfamilie. Sein Großvater, Ulrich Morhard der Ältere, war an der Verbreitung protestantischer Literatur zur Zeit der württembergischen Reformierung beteiligt. Die Druckerei fiel nach dem Tod des Großvaters aus dem Besitz der Familie, sodass diese verarmte.  